# Castle Valley
Castle Valley je malé město v okrese Grand County ve státě Utah ve Spojených státech amerických. Nachází se přibližně 26 kilometrů severovýchodně od města Moab.
K roku 2010 zde žilo 319 obyvatel. S celkovou rozlohou 20,9 km² byla hustota zalidnění 15,2 obyvatel na km².